# Diphyscium foliosum
Diphyscium foliosum là một loài rêu trong họ Buxbaumiaceae. Loài này được Hedw. D. Mohr mô tả khoa học đầu tiên năm 1803.

## Hình ảnh

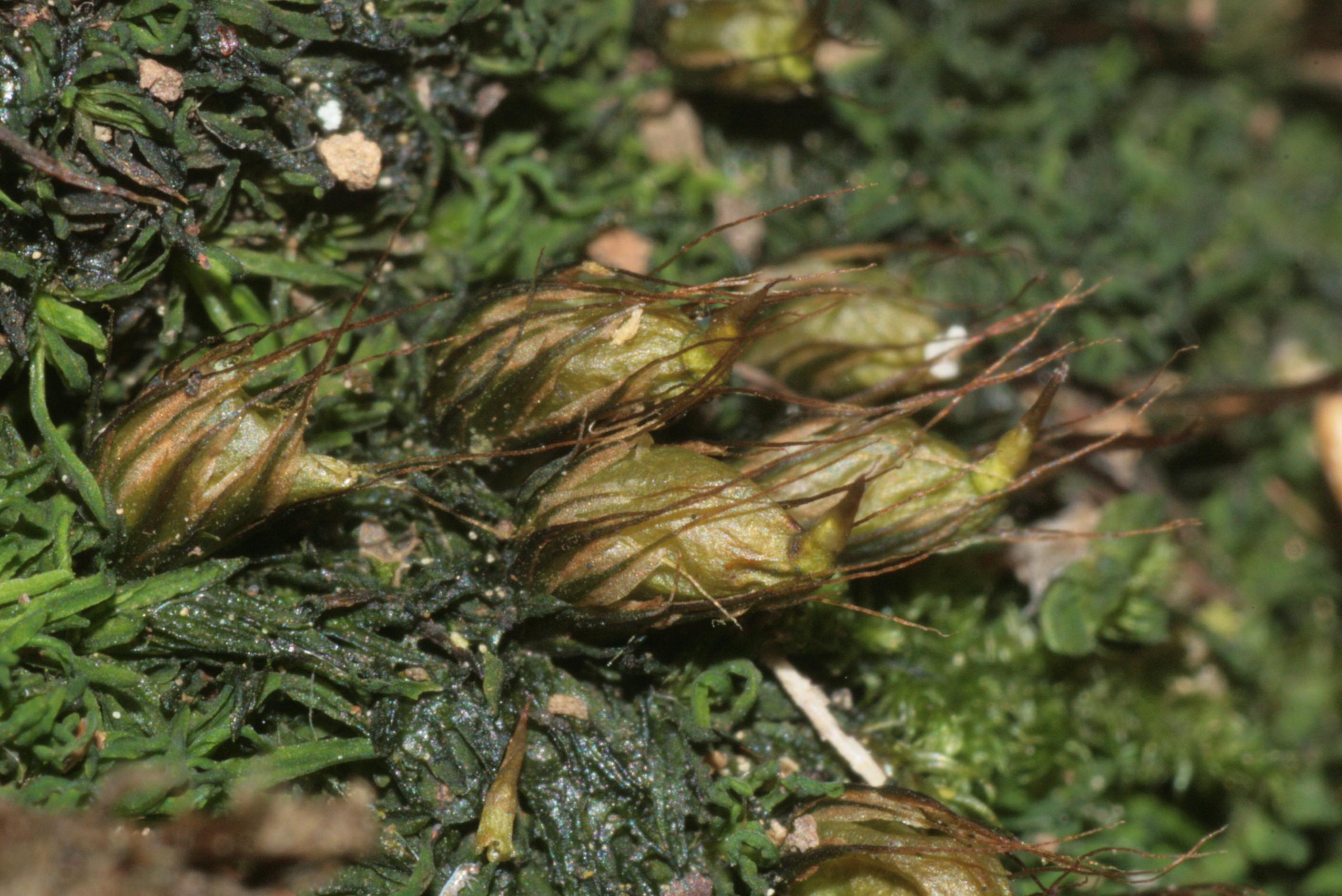
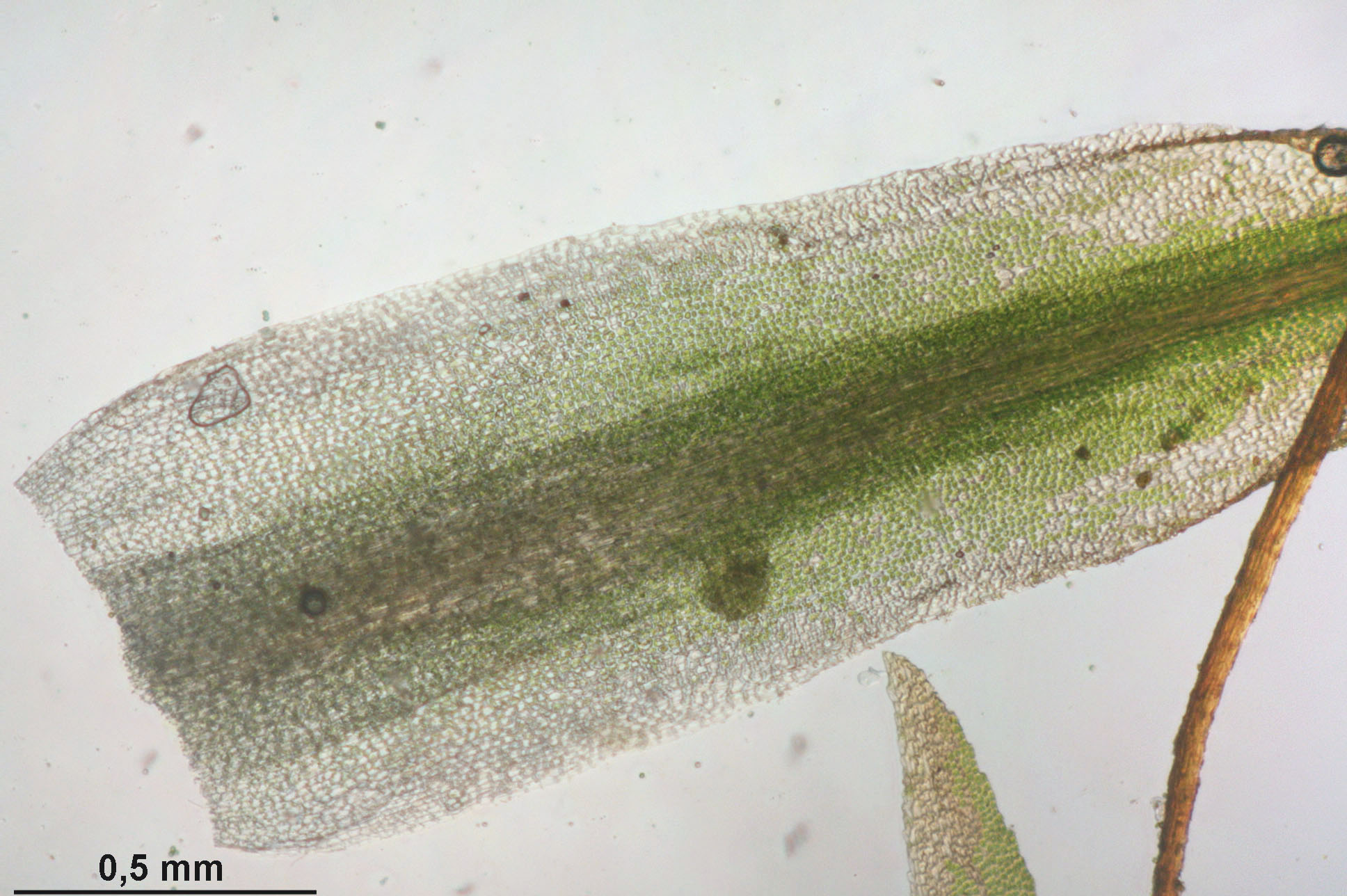
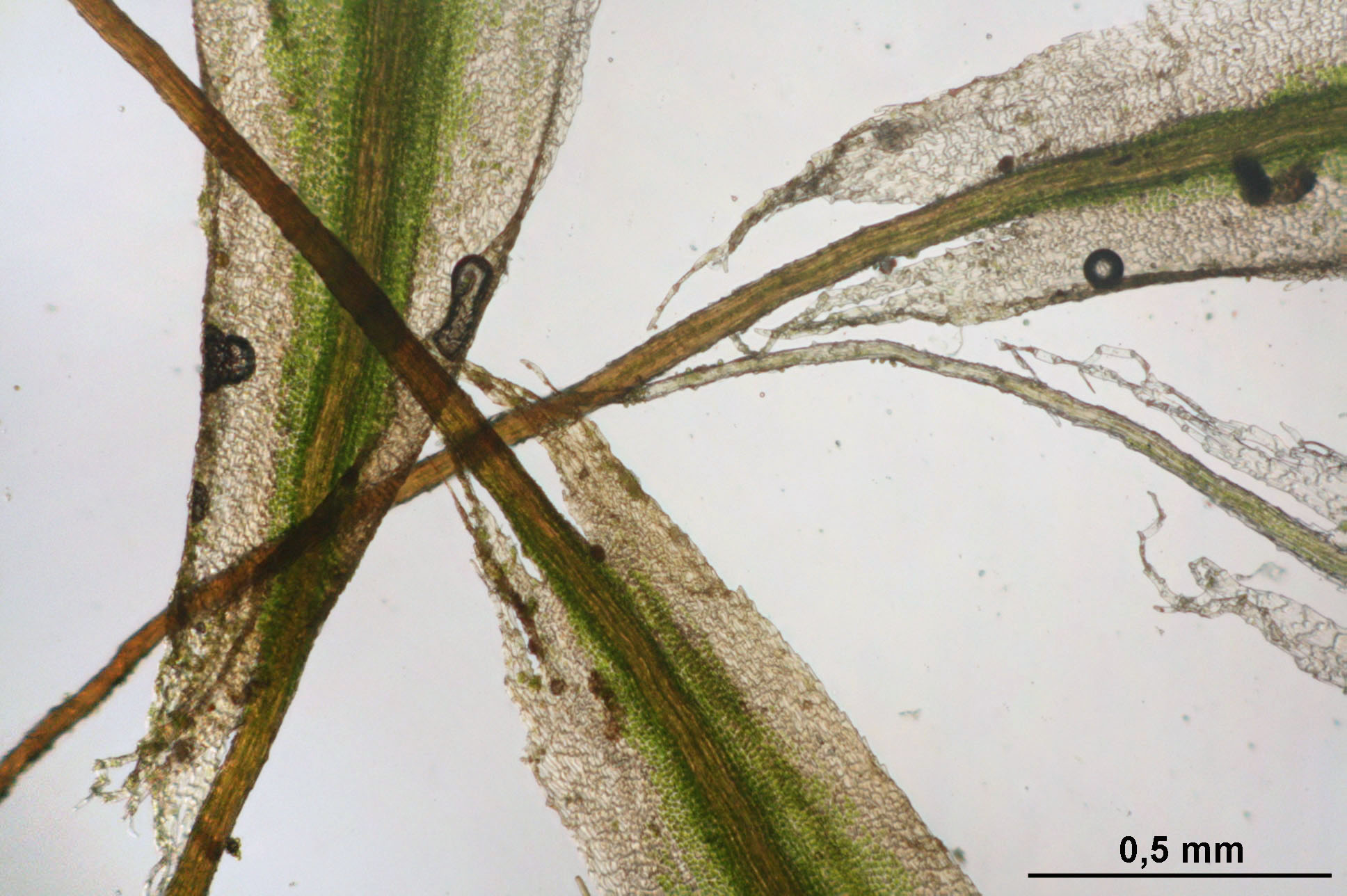
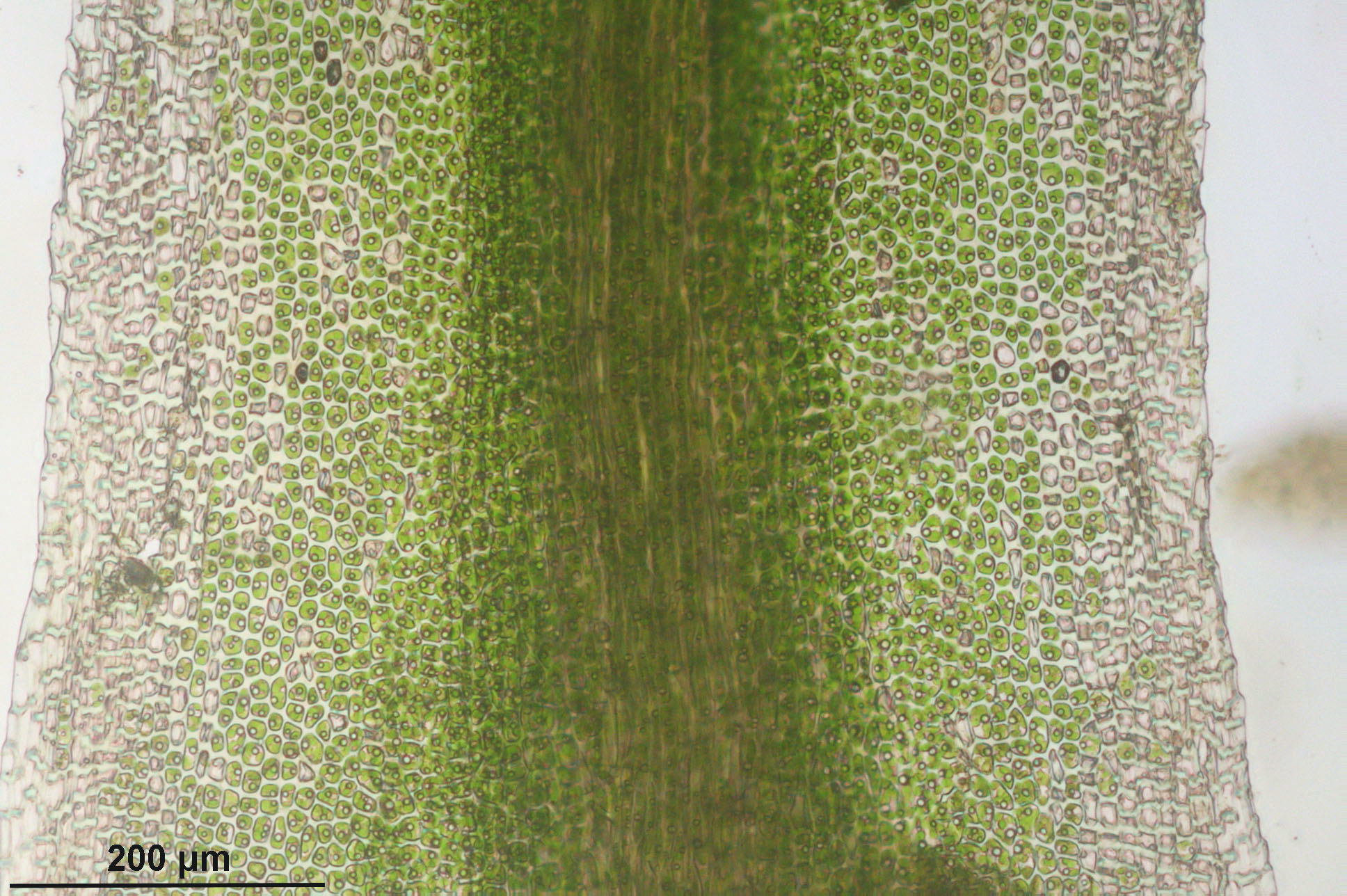